# Edifício Guinle
O Edifício Guinle, uma construção em estilo art nouveau com sete andares, é considerado o primeiro arranha-céu da cidade de São Paulo, pois rompia com a regularidade da cidade. Localizado na Rua Direita, no centro da capital paulista, o prédio é tombado pelo Conpresp (Conselho Municipal de Preservação do Patrimônio Histórico, Cultural e Ambiental de São Paulo).
O edifício tem sete andares e 36 metros de altura, quatro a mais do que o projeto original aprovado. Esse acréscimo foi feito acima da cobertura, com duas edículas.
Para a realização da obra, foram usadas vigas com vãos maiores de doze metros de extensão. Pujol Júnior espelhou-se em experiências feitas por ele mesmo no laboratório em que trabalhava.
Inaugurado em 1913, foi construído e projetado pelo arquiteto catalão Hyppolito Gustavo Pujol Júnior e pelo brasileiro Augusto de Toledo, a mando da família Guinle para ser a sede paulistana da empresa Guinle & Cia.; tornando-se, assim, o prédio mais alto da cidade na época. Hoje o edifício serve como loja de calçados, que adquiriu o imóvel em 1997.
A construção foi pioneira no uso de concreto armado no país, resistindo com as suas características originais até hoje. O concreto usado na obra passou por testes no Gabinete de Resistência dos Materiais da Escola Politécnica (hoje o IPT) para garantir a segurança em uma época em que a cidade não tinha prédios com mais de dois andares. Já no século XXI, o concreto do edifício foi aprovado novamente em testes do IPT, considerados rigorosos pelo jornal Folha de S. Paulo, tornando-o um "exemplo de estrutura".
A edificação foi feita no período em que a cidade de São Paulo estava passando por grandes transformações que tinham o objetivo de acabar com a velha arquitetura luso-brasileira, trazendo um novo alinhamento que se equiparasse com o imposto pela elite brasileira, já influenciada por uma tendência europeia.

## História
Em setembro de 1912, foi solicitada à Prefeitura de São Paulo autorização para a construção do Edifício Guinle & Cia, que abrigaria a sede paulistana da família carioca Guinle, em um lote do centro antigo da cidade, em uma das principais ruas do comércio da época. O engenheiro responsável pela obra, Sá Rocha, foi responsável por analisar o projeto de construção do "edifício de cimento armado" que seria construído na Rua Direita. Logo, Sá Rocha não viu nenhum impedimento para a realização da construção do prédio, que saía dos padrões até então observados no centro da cidade.
Para a obra ser aprovada, no entanto, a prefeitura solicitou uma análise apurada para decretar se seria possível construir na região um prédio com mais de dois andares, altura máxima que a maioria das edificações da cidade tinham naquele tempo – com exceção de um único edifício de quatro andares situado na Rua IV de Novembro. Naquela época, os edifícios mais imponentes eram o João Brícola, a casa de Martinico Prado e a casa do Barão de Iguape.
O problema da construção não era a sua altura, mas, sim, o fim da simetria implantada no centro da cidade de São Paulo. Sá Rocha fez um grande levantamento sobre as regulamentações na Europa, nos Estados Unidos e na Argentina, no intuito de entender como funcionava esse processo fora do Brasil. Nos Estados Unidos, por exemplo, foram permitidas construções que chegavam até setenta metros de altura, enquanto em Buenos Aires e Paris era permitido que os edifícios chegassem a até trinta metros de altura. Após concluir seus estudos, o engenheiro enviou suas pesquisas, documentos e relatórios à Câmara e à comissão de obras. 
Mesmo assim, o prefeito da época, Barão de Duprat, duvidada que uma construção com sete andares fosse estável e pediu ao engenheiro Francisco de Paula Souza, então diretor da Escola Politécnica, um aval para o procedimento. Assim, após a solicitação ser aprovada pela Câmara Municipal, teve início a construção do edifício, considerado um precursor da verticalização de São Paulo e pioneiro no uso de concreto armado no País.
Apesar de o projeto inicial do arquiteto Pujol Júnior prever um prédio de 32 metros, a construção chegou aos 36 metros de altura, por causa da cobertura, que ganhou duas edículas.
Em 1965, o edifício mudou de numeração graças a um pedido da então proprietária do empreendimento, a Companhia Seguradora Brasileira, mudando do número 7 para o lote de números 37,43,49 e 53 – sendo o número 49 o utilizado na placa do local.
Em 1997, uma empresa de comercialização de calçados adquiriu a propriedade, mantendo, até hoje, uma de suas lojas no térreo do edifício. Nos andares superiores, localizam-se o estoque e a sala de reunião. Já em 2011, os sócios da companhia conseguiram realizar uma restauração do imóvel através de um financiamento aprovado pela Lei Cidade Limpa.

## Arquitetura

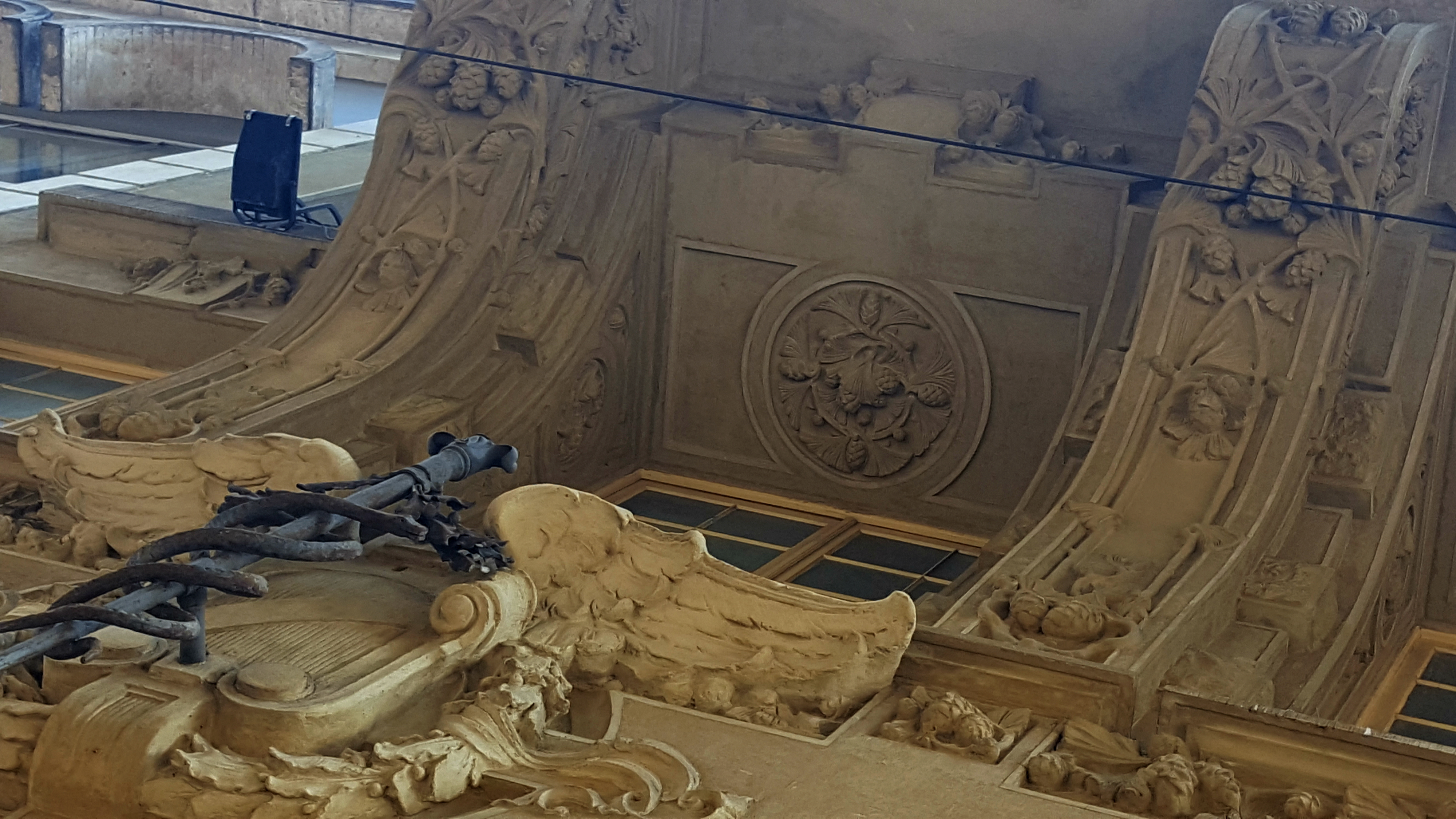
Detalhes da fachada do Edifício Guinle: elementos decorativos na cor grafite

O Guinle foi a primeira construção brasileira que teve seu procedimento acompanhado por técnicos do Laboratório de Ensaios da Escola Politécnica, além de ser a primeira edificação feita em concreto armado.
A arquitetura do imóvel se associa ao estilo art nouveau, com aberturas largas para o padrão da época e uma fachada composta por granito rugoso e argamassa pigmentada decorada com peças de bossagem rústicas, intercaladas com argamassa lisa no térreo. A cor do edifício é ocre e suas portas são em forma de chapa ondulada metálica com gradil de ferro acima da sobreverga. Nos outros pavimentos, as esquadrias são de madeira e vidro, com duas folhas de abrir e bandeira.
Apesar da inauguração em 1913, a construção do prédio durou de 1912 a 1916, ano em que foi finalizado. A técnica construtiva utilizada foi o concreto e vedação em alvenaria.
Mesmo após mais de cem anos da conclusão da construção, o edifício é um exemplo de estrutura, pois sua edificação foi aprovada em testes realizados pelo Instituto de Pesquisas Tecnológicas (IPT), devido à grande preocupação dos arquitetos e engenheiros responsáveis da obra na época da construção com a estrutura do prédio.

### Restauro
Em fevereiro de 2011, deu-se início ao restauro do edifício, em que um grupo de 25 pessoas, incluindo arquitetos, pedreiros e carpinteiros, executou o plano de recuperação da fachada do edifício da forma mais fidedigna possível, com previsão de entrega em outubro do mesmo ano. E, devido ao artigo 50 da Lei Cidade Limpa, foram utilizados recursos publicitários para financiar o restauro do imóvel com interesse histórico. Com orçamento de setecentos mil reais, a restauração foi financiada pela empresa de calçados, dona do edifício, que mantém uma de suas lojas no pavimento térreo. A instituição Companhia do Restauro foi contratada para a realização da obra e teve o prazo de um ano para o planejamento de cada fase. Por ser um edifício tombado pelo Conpresp, foi necessária a aprovação técnica do projeto, mantendo ao máximo as características originais do edifício: sem pintura, com telhado de cerâmica, elementos decorativos metálicos na cor grafite e a fundição dos trincos de janela conforme o desenho original.

## Significado histórico e cultural
O edifício foi tombado pelo órgão municipal de patrimônio, o Conpresp, em 2007, sendo decretada a preservação das fachadas e volumetria pela resolução 17/07-109.

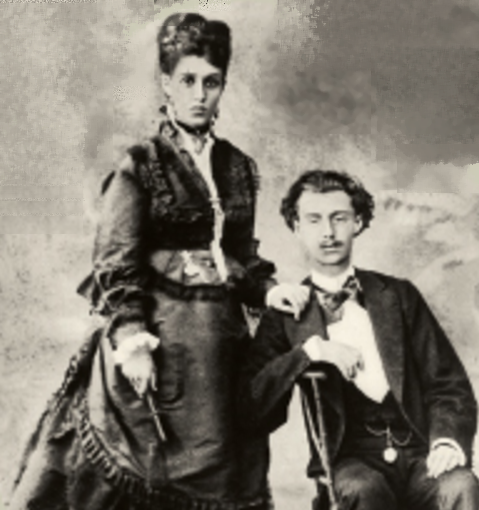
Eduardo Palassin Guinle e a esposa Guilhermina

### Família Guinle
Os Guinle foram uma família tradicional da elite carioca ao decorrer do século XX. O patriarca, Eduardo Palassin Guinle, em parceria com seu sócio, Candido Gaffrée, iniciou a fortuna da família com um armazém de produtos importados no centro do Rio de Janeiro, em 1870.
Foi apenas em 1888 que os dois sócios expandiram seus negócios ao conseguir a concessão para reformar, modernizar e administrar o Porto de Santos, responsável pela produção de café do país. Ao longo de quase um século do Porto, mais especificamente ao longo de 92 anos, a herança da família foi crescendo com o dinheiro de tal exploração comercial, chegando a render 24 bilhões de dólares ao ano.
Dentre as outras construções da família encontram-se também, na capital carioca: a sede do Parque da Cidade, na Gávea; o casarão da Ilha de Brocoió, na Baia de Guanabara; o Hospital Gaffrée e Guinle, na Tijuca; e o Hotel Copacabana Palace.

## Estado atual
O atual proprietário do imóvel é Ricardo Kachvartanian, diretor de uma rede de lojas de calçados. A empresa foi responsável por propor para a prefeitura, em 2009, um projeto de restauração do edifício para trazer de volta suas características originais na pintura e na fachada. Após a iniciativa ser aprovada pelo Conpresp em 2010, os funcionários da Companhia do Restauro, responsáveis pela obra, ainda levaram um ano planejando cada etapa do processo de restauração: foi feito um estudo para identificar as características originais, lavar a fachada e realizar uma prospecção de cores.
Em 2011, para a realização das obras, o Guinle foi então o primeiro prédio a usar o artigo 50 da Lei Cidade Limpa, o qual concede o uso de anúncios publicitários para financiar restaurações em imóveis históricos. O Departamento de Patrimônio Histórico autorizou a instalação de um outdoor da empresa na fachada do edifício para financiar a obra, orçada em R$ 700 mil. 
Assim, com a restauração, a fachada voltou a ter sua massa raspada, o telhado voltou a ser de cerâmica e os elementos decorativos, antes pintados de dourado, voltaram a ter a cor grafite.

## Galeria

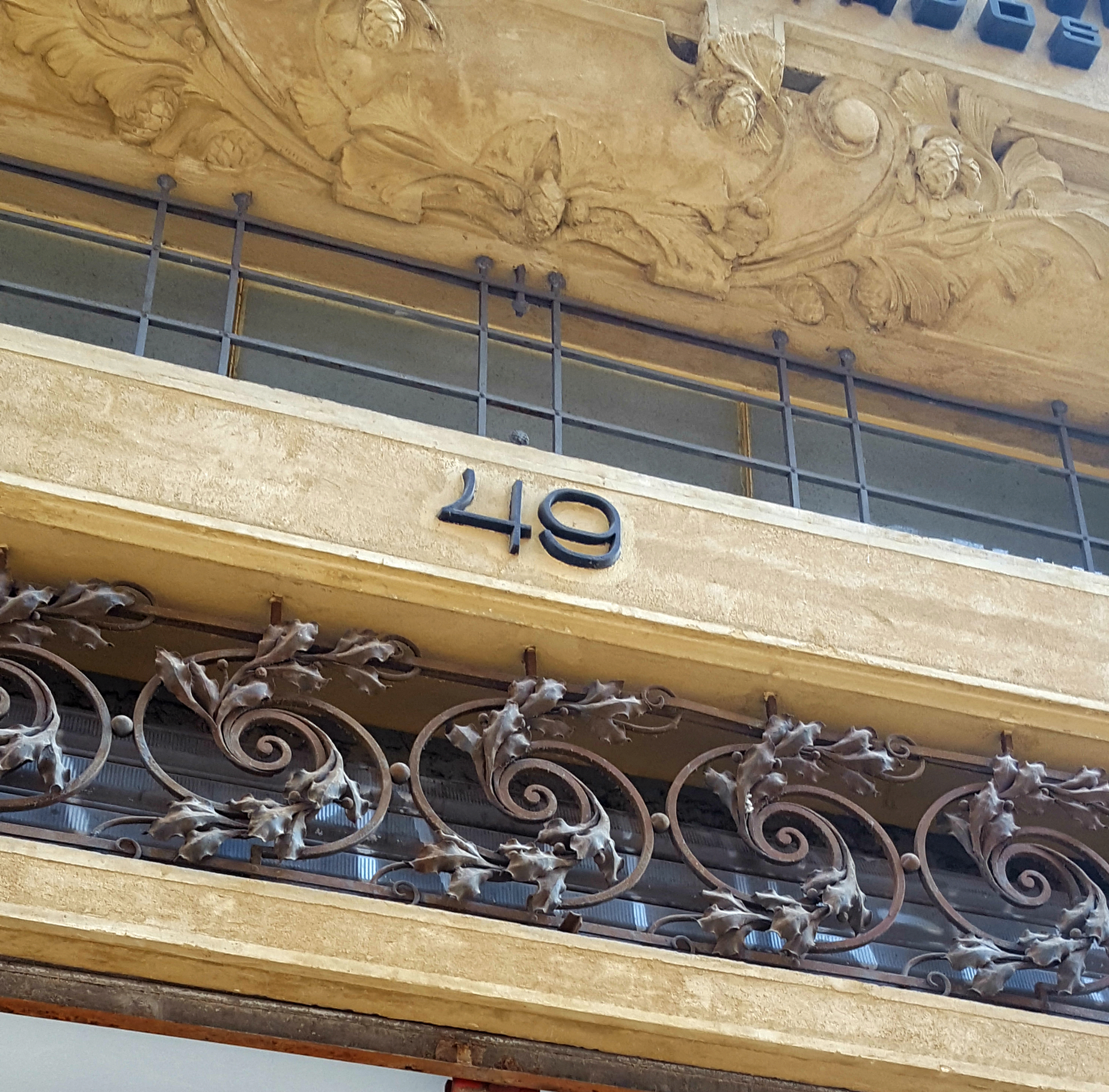
Apesar de ter sido inicialmente endereçado como Rua Direita, número 7, alguns anos depois o número oficial do Edifício Guinle se tornou o 49.
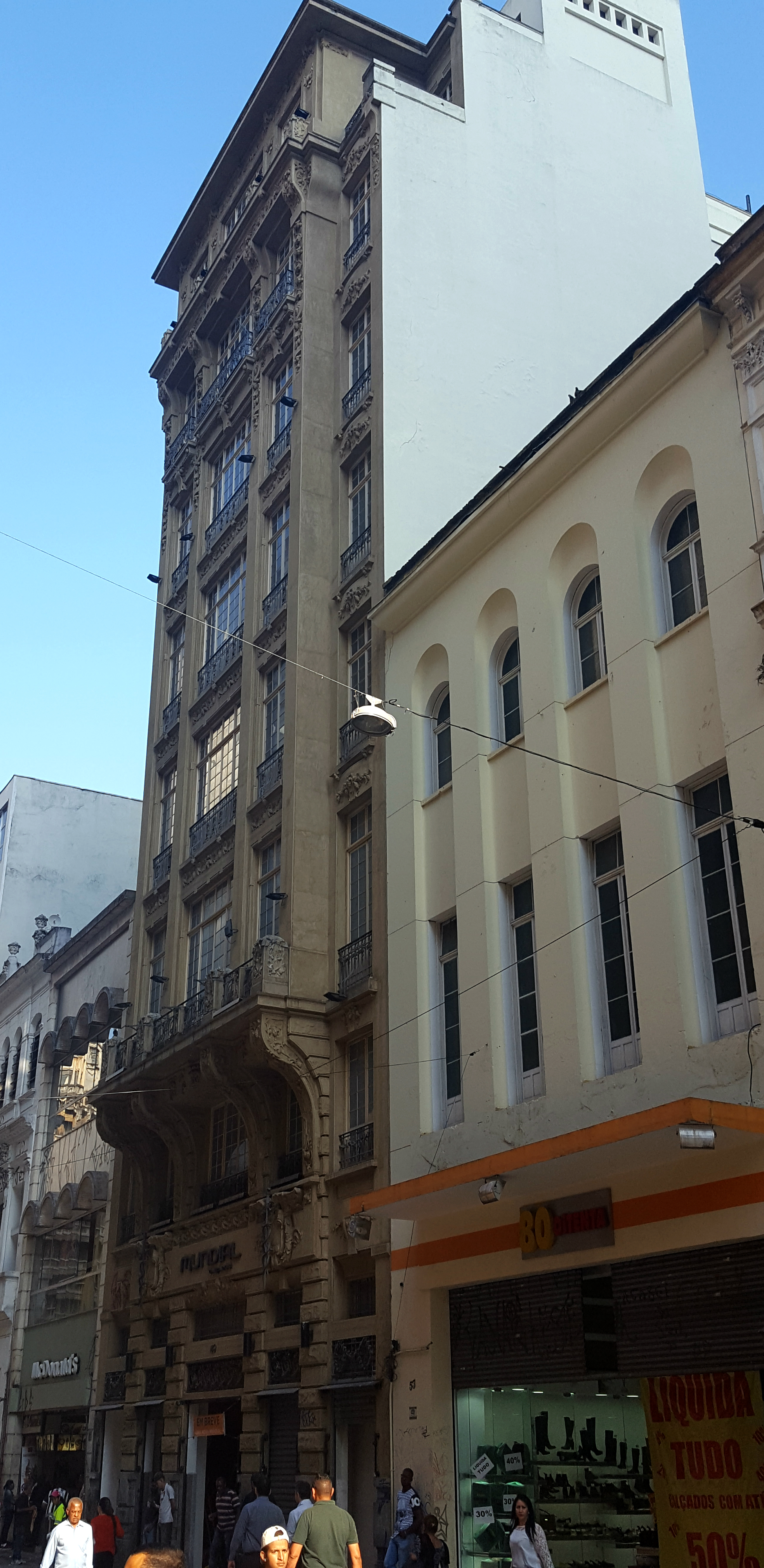
O Edifício Guinle é visivelmente mais alto que as outras construções à sua volta
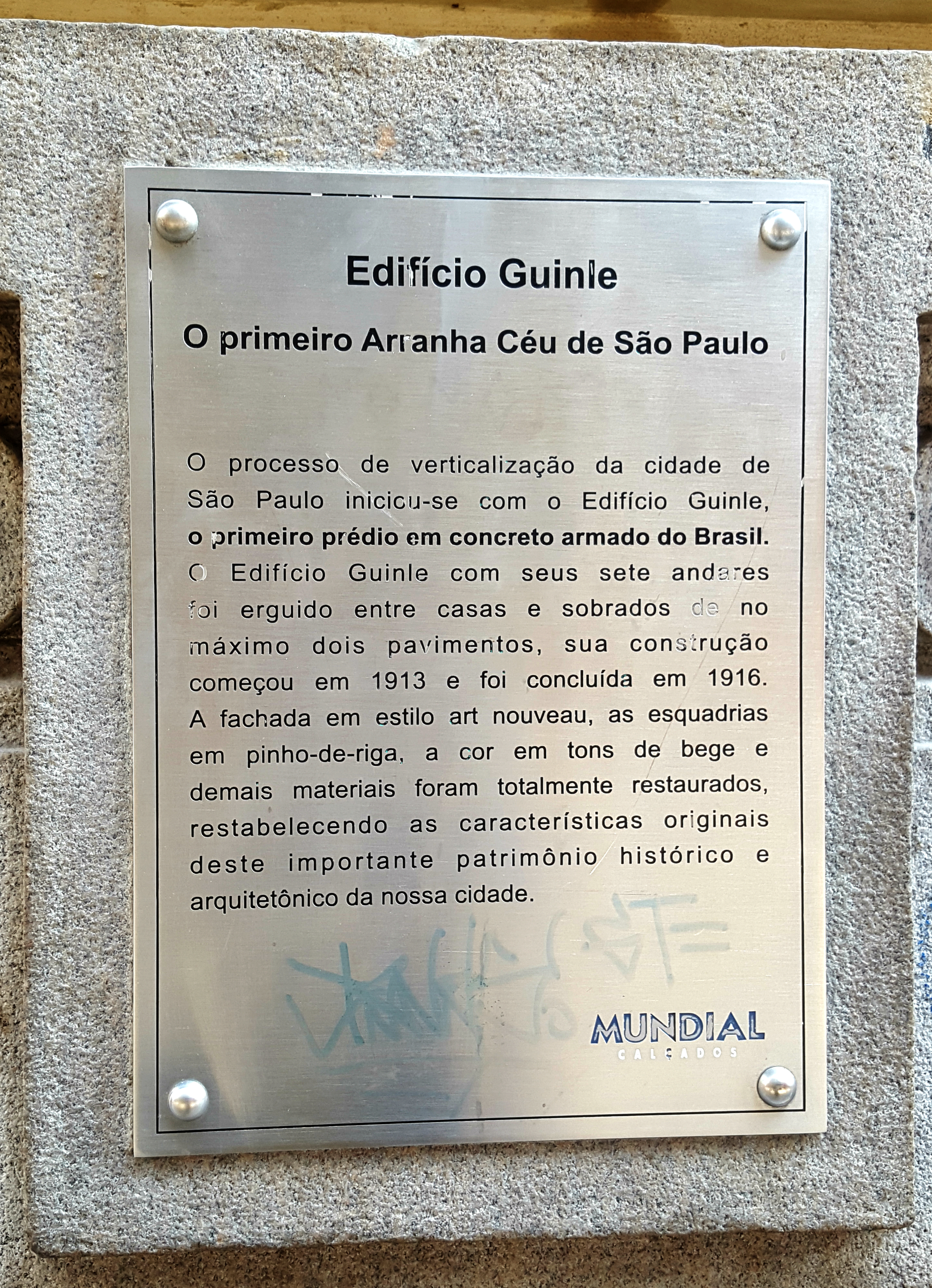
Placa colocada pela Mundial Calçados explica um pouco da história do Edifício Guinle
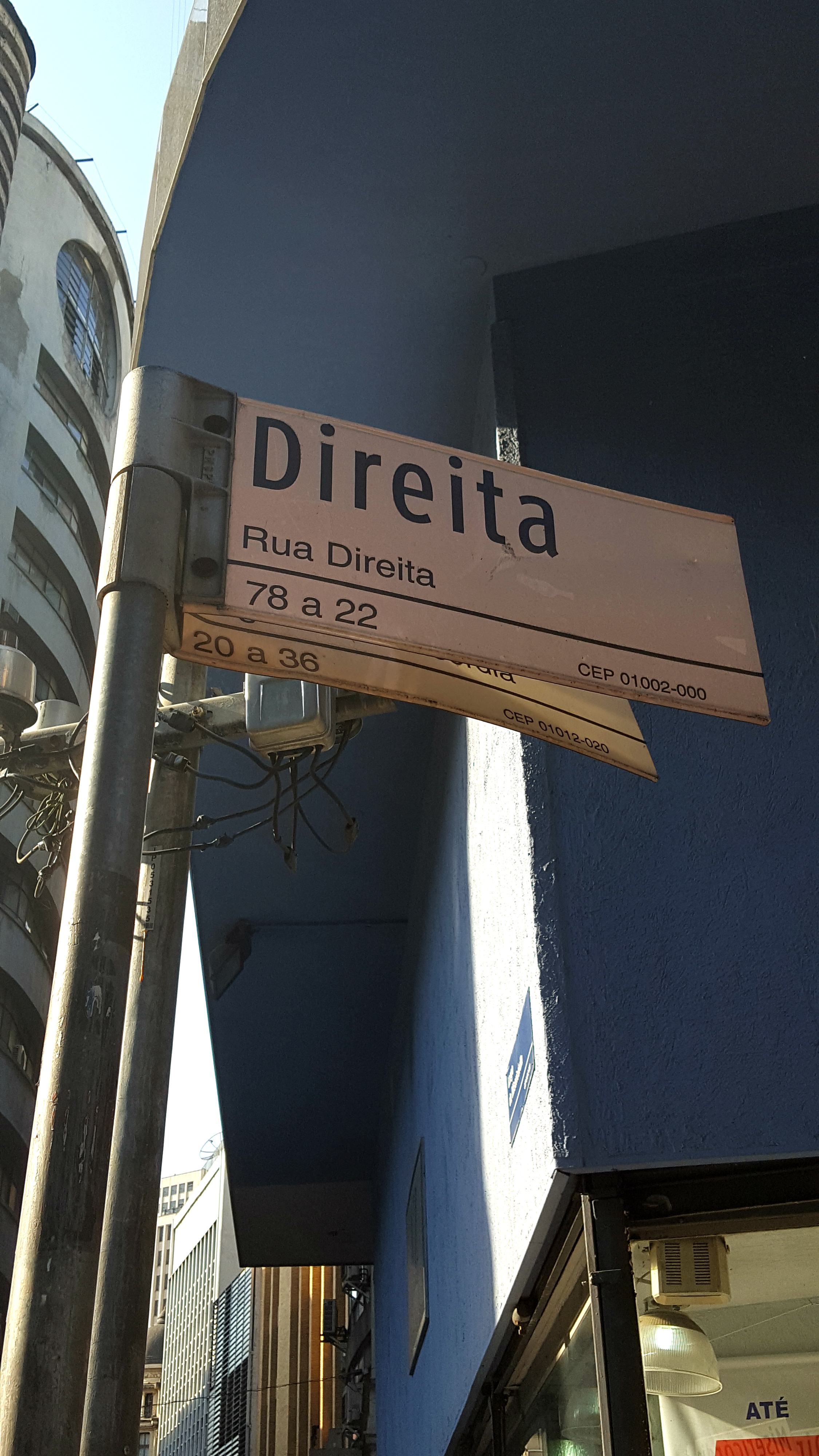
A Rua Direita, no centro de São Paulo, abriga o Edifício Guinle
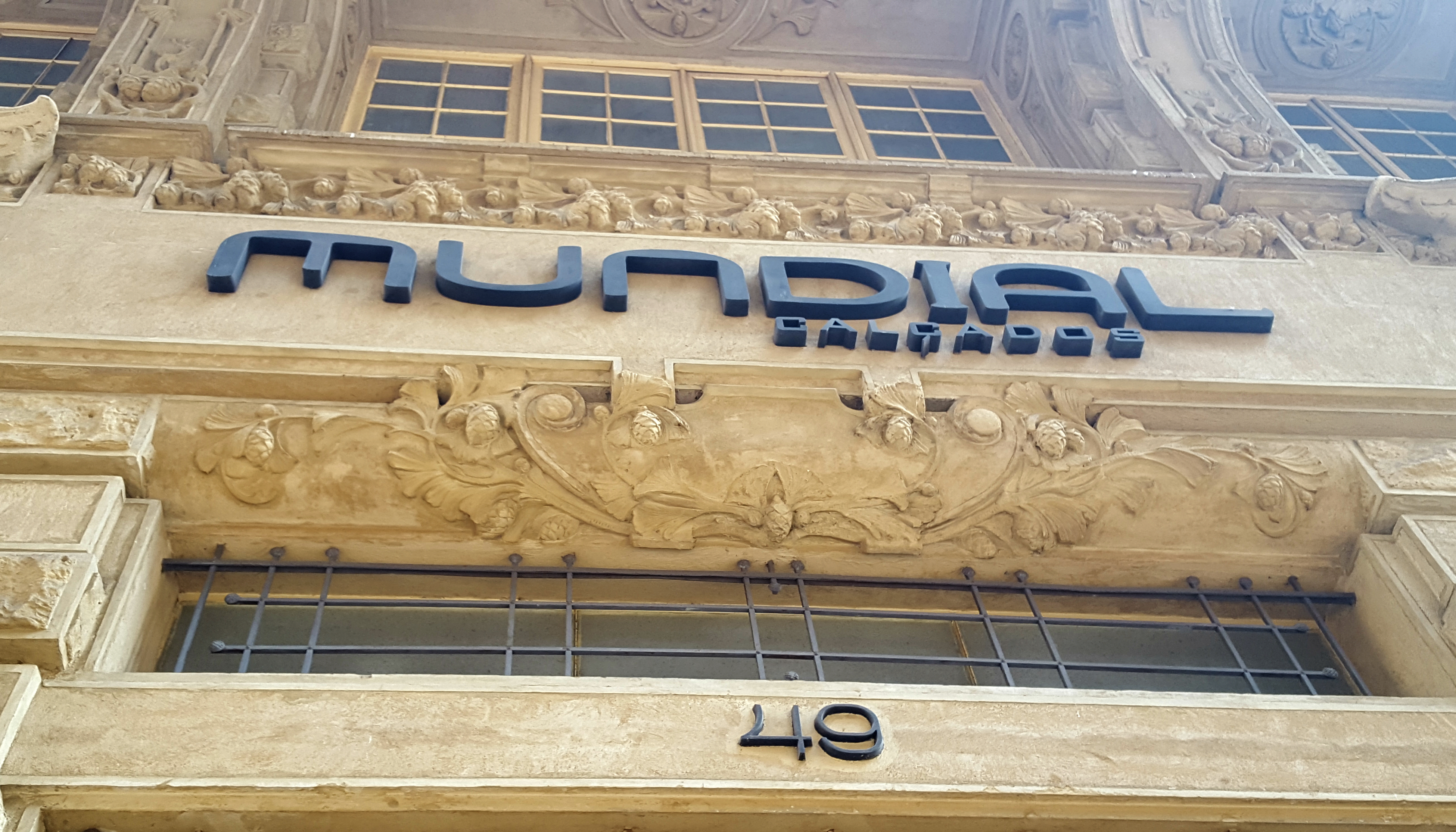
Fachada do Edifício Guinle com o número 49 e o slogan da Mundial Calçados